# إدوارد كاسيدي
إدوارد كاسيدي (بالإنجليزية: Edward Idris Cassidy)‏ هو كاهن كاثوليكي ودبلوماسي أسترالي، ولد في 5 يوليو 1924 في أستراليا.

## وصلات خارجية
- إدوارد كاسيدي على موقع مونزينجر (الألمانية)